# بارثولومابرغ
بارثولومابرغ (بالإلمانية: Bartholomäberg) هي بلدية وقرية في منطقة بلودنز في ولاية فورارلبرغ النمساوية.